# Primus inter pares
Primus inter pares là một cụm từ tiếng Latinh có nghĩa là đứng đầu trong số những người ngang hàng trong cùng một chức vụ. Nó thường được sử dụng như một tước hiệu danh dự dành cho một người có chức vụ ngang hàng về mặt hình thức với các thành viên khác trong nhóm của họ nhưng lại được tôn trọng hơn - một cách không chính thức, theo truyền thống thì điều này diễn ra là do thâm niên của người đó khi nắm giữ chức vụ đó.
Trong lịch sử, princeps senatus của Viện nguyên lão La Mã là một nhân vật như vậy và ban đầu chỉ có sự khác biệt là ông được phép phát biểu đầu tiên trong phiên tranh luận. Ngoài ra, Constantine Đại đế còn được giao vai trò primus inter pares. Tuy nhiên, thuật ngữ này cũng thường được sử dụng một cách mỉa mai hoặc tự ti bởi các nhà lãnh đạo có địa vị cao hơn nhiều như một hình thức tôn trọng, tình đồng chí hoặc tuyên truyền. Sau khi nền Cộng hòa sụp đổ, các hoàng đế La Mã ban đầu chỉ tự gọi mình là princeps mặc dù có sức mạnh to lớn hơn so với tước vị mà mình đang sở hữu.
Nhiều nhân vật hiện đại khác nhau như Chủ tịch Cục Dự trữ Liên bang Hoa Kỳ, Thủ tướng trong Thể chế đại nghị, Tổng thống Liên bang Thụy Sĩ, Chánh án Tòa án Tối cao Hoa Kỳ, Chánh án Philippines, Tổng giám mục Canterbury của Cộng đồng Anh giáo và Thượng phụ Đại kết thành Constantinopolis của Giáo hội Chính thống Đông phương thuộc cả hai nghĩa: mang địa vị cao hơn và nhiều quyền lực bổ sung khác nhau trong khi vẫn chỉ ngang bằng với những người ngang hàng của họ về các nghĩa quan trọng.